# Cryphia albiceps
Cryphia albiceps là một loài bướm đêm trong họ Noctuidae.